# Tobi Krell

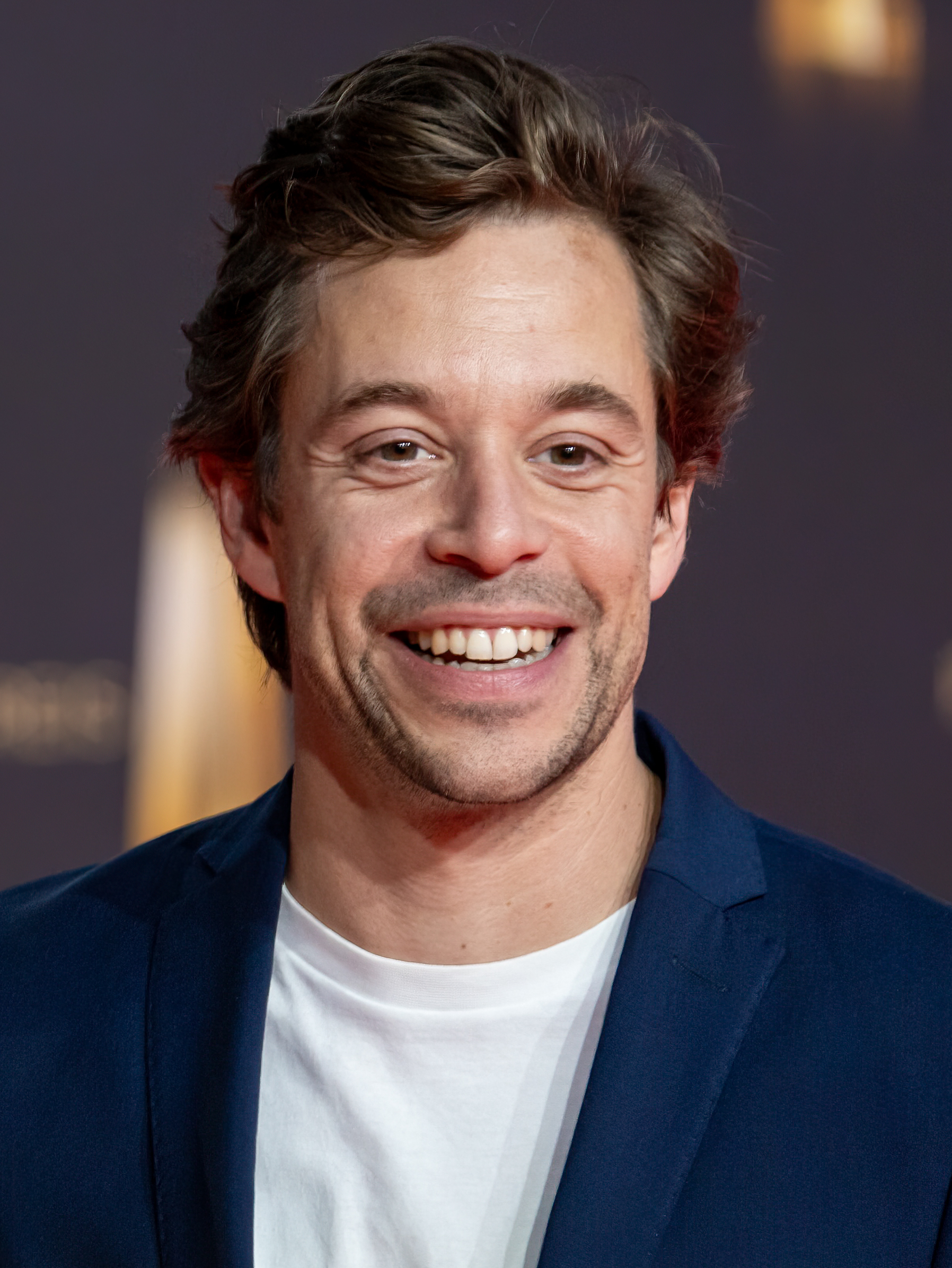
Tobi Krell (2024)

Tobias „Tobi“ Krell (* 1. Januar 1986 in Mainz) ist ein deutscher Fernsehmoderator, -reporter und -redakteur. Er ist Moderator und Namensgeber der Sendung Checker Tobi, die seit September 2013 wöchentlich im KiKA und im Ersten ausgestrahlt wird.

## Werdegang
Krell ist Sohn einer Musikwissenschaftlerin und eines Kameramannes und wuchs mit zwei jüngeren Geschwistern im Umland von Mainz auf. Nach dem Abitur arbeitete er als Redakteur und Reporter bei verschiedenen Print-, Radio- und Fernsehredaktionen, unter anderem bei DASDING.tv (SWR). Er absolvierte ein Bachelor-Studium der Soziologie und Politikwissenschaft an der Universität Münster und beendete 2014 sein Master-Studium der Medienwissenschaft an der Hochschule für Film und Fernsehen „Konrad Wolf“ in Potsdam-Babelsberg.
Von 2013 bis 2021 hat Checker Tobi 130 Wissensthemen für Kinder gecheckt. Am 31. Januar 2019 kam der Dokumentarfilm Checker Tobi und das Geheimnis unseres Planeten in die deutschen Kinos. 2019 hatte er einen Gastauftritt als er selbst in dem Kinofilm Alfons Zitterbacke – Das Chaos ist zurück. Mit Georg Eisenbeiß startete er 2021 die Checker Tobi Sachbuchreihe und hat hier die Themen Gefühle und Digitales für Kinder zusammengestellt. Die Themen sind als CD, E-Book und Hardcover aufgelegt. Seit März 2021 leitet er das Kinderfilmfestival. Seit 2021 moderiert Krell zusammen mit Clarissa Corrêa da Silva die Sendung Die beste Klasse Deutschlands. Er löste Malte Arkona ab, der die Sendung verließ.
Am 5. Oktober 2023 erschien Krells zweiter Film Checker Tobi und die Reise zu den fliegenden Flüssen in den deutschen Kinos.
Im Jahr 2024 wurde er für die Verleihung des Deutschen Filmpreises als einer von sieben Co-Gastgebern ausgewählt.

## Veröffentlichungen
- 2023: Kocht mit Checker Tobi. Meine Lieblingsgerichte, Mitmach-Checks und Checker-Fragen rund ums Essen. Mit Fotos von Debusfoto Volker Debus. Südwest, München 2023, ISBN 978-3-517-10226-9.